# FIVB Volleyball World Grand Prix 2013
FIVB Volleyball World Grand Prix 2013 spelades 2 augusti till 1 september 2013. Det var den 21:a upplagan av tävlingen, som organiseras av FIVB. I turneringen deltog 20 landslag och Brasilien vann tävlingen för nionde gången genom att besegra Kina i finalen. Thaísa de Menezes utsågs till mest värdefulla spelare.

## Deltagande lag
| Lag                     | Turnering                     | Deltog senast |
| ----------------------- | ----------------------------- | ------------- |
| Algeriet                | Wild card                     | Debut         |
| Argentina               | 5:a Panamerikanska cupen 2012 | Ningbo 2012   |
| Brasilien               | 2:a Panamerikanska cupen 2012 | Ningbo 2012   |
| Bulgarien               | 2:a European League 2012      | Debut         |
| Dominikanska republiken | 4:a Panamerikanska cupen 2012 | Ningbo 2012   |
| Italien                 | Wild card                     | Ningbo 2012   |
| Japan                   | Värdland                      | Ningbo 2012   |
| Kazakstan               | 2:a Asiatiska cupen 2012      | Macao 2011    |
| Kina                    | Wild card                     | Ningbo 2012   |
| Kuba                    | 3:a Panamerikanska cupen 2012 | Ningbo 2012   |
| Nederländerna           | 4:a European League 2012      | Ningbo 2010   |
| Polen                   | Wild card                     | Ningbo 2012   |
| Puerto Rico             | 6:a Panamerikanska cupen 2012 | Ningbo 2012   |
| Ryssland                | Wild card                     | Macao 2011    |
| Serbien                 | 3:a European League 2012      | Ningbo 2012   |
| Thailand                | 1:a Asiatiska cupen 2012      | Ningbo 2012   |
| Tjeckien                | 1:a European League 2012      | Debut         |
| Turkiet                 | Wild card                     | Ningbo 2012   |
| Tyskland                | Wild card                     | Ningbo 2012   |
| USA                     | 1:a Panamerikanska cupen 2012 | Ningbo 2012   |

## Gruppspelsfasen

### Första helgen
| Grupp A                                                | Grupp B                                                                             | Grupp C                                                 | Grupp D                                                  | Grupp E                                                           |
| ------------------------------------------------------ | ----------------------------------------------------------------------------------- | ------------------------------------------------------- | -------------------------------------------------------- | ----------------------------------------------------------------- |
| Spelplats: Campinas Brasilien · Polen · Ryssland · USA | Spelplats: Santo Domingo Puerto Rico · Tjeckien · Dominikanska republiken · Serbien | Spelplats: Ankara Algeriet · Japan · Thailand · Turkiet | Spelplats: Macao Bulgarien · Kina · Kuba · Nederländerna | Spelplats: Montichiari Argentina · Tyskland · Italien · Kazakstan |

#### Grupp A
Spelplats: Ginasio Arena Amil, Campinas
| Datum    | Mellan               | Resultat | Set   | Set   | Set   | Set   | Set   | Poäng totalt | Speltid | Åskådare |
| Datum    | Mellan               | Resultat | 1     | 2     | 3     | 4     | 5     | Poäng totalt | Speltid | Åskådare |
| -------- | -------------------- | -------- | ----- | ----- | ----- | ----- | ----- | ------------ | ------- | -------- |
| 02-08-13 | Ryssland - USA       | 1 - 3    | 20:25 | 25:17 | 21:25 | 12:25 |       | 78 - 92      | 1:52    | 1 400    |
| 02-08-13 | Brasilien - Polen    | 3 - 1    | 21:25 | 25:17 | 25:15 | 25:20 |       | 96 - 62      | 1:52    | 4 052    |
| 03-08-13 | Brasilien - Ryssland | 3 - 2    | 26:28 | 26:24 | 25:19 | 22:25 | 15:8  | 114 - 104    | 2:22    | 4 275    |
| 03-08-13 | USA - Polen          | 3 - 0    | 25:22 | 25:23 | 25:16 |       |       | 75 - 61      | 1:29    | 1 800    |
| 04-08-13 | Brasilien - USA      | 3 - 1    | 17:25 | 25:23 | 25:18 | 25:20 |       | 92 - 86      | 2:07    | 4 500    |
| 04-08-13 | Ryssland - Polen     | 3 - 2    | 25:21 | 22:25 | 29:27 | 28:30 | 15:13 | 119 - 116    | 2:51    | 1 850    |

#### Grupp B
Spelplats: Palacio del Voleibol, Santo Domingo
| Datum    | Mellan                                | Resultat | Set   | Set   | Set   | Set   | Set | Poäng totalt | Speltid | Åskådare |
| Datum    | Mellan                                | Resultat | 1     | 2     | 3     | 4     | 5   | Poäng totalt | Speltid | Åskådare |
| -------- | ------------------------------------- | -------- | ----- | ----- | ----- | ----- | --- | ------------ | ------- | -------- |
| 02-08-13 | Puerto Rico - Tjeckien                | 0 - 3    | 14:25 | 20:25 | 18:25 |       |     | 52 - 75      | 1:17    | 1 000    |
| 02-08-13 | Dominikanska republiken - Serbien     | 0 - 3    | 13:25 | 20:25 | 16:25 |       |     | 49 - 75      | 1:21    | 4 000    |
| 03-08-13 | Serbien - Tjeckien                    | 3 - 0    | 28:26 | 25:18 | 25:23 |       |     | 78 - 67      | 1:27    | 2 000    |
| 03-08-13 | Dominikanska republiken - Puerto Rico | 3 - 0    | 25:14 | 26:24 | 25:21 |       |     | 76 - 59      | 1:44    | 4 200    |
| 04-08-13 | Serbien - Puerto Rico                 | 3 - 1    | 25:22 | 22:25 | 25:17 | 25:22 |     | 97 - 86      | 1:53    | 1 350    |
| 04-08-13 | Dominikanska republiken - Tjeckien    | 3 - 1    | 25:22 | 25:20 | 23:25 | 25:18 |     | 98 - 85      | 2:06    | 5 000    |

#### Grupp C
Spelplats: Başkent Voleybol Salonu, Ankara
| Datum    | Mellan              | Resultat | Set   | Set   | Set   | Set   | Set | Poäng totalt | Speltid | Åskådare |
| Datum    | Mellan              | Resultat | 1     | 2     | 3     | 4     | 5   | Poäng totalt | Speltid | Åskådare |
| -------- | ------------------- | -------- | ----- | ----- | ----- | ----- | --- | ------------ | ------- | -------- |
| 02-08-13 | Turkiet - Algeriet  | 3 - 0    | 25:13 | 25:18 | 25:15 |       |     | 75 - 46      | 1:05    | 3 100    |
| 02-08-13 | Thailand - Japan    | 0 - 3    | 19:25 | 15:25 | 21:25 |       |     | 57 - 75      | 1:12    | 1 500    |
| 03-08-13 | Algeriet - Japan    | 0 - 3    | 10:25 | 8:25  | 8:25  |       |     | 26 - 75      | 0:56    | 220      |
| 03-08-13 | Turkiet - Thailand  | 3 - 0    | 25:23 | 26:24 | 25:22 |       |     | 76 - 69      | 1:20    | 3 900    |
| 04-08-13 | Thailand - Algeriet | 3 - 0    | 25:7  | 25:14 | 25:13 |       |     | 75 - 34      | 1:00    | 460      |
| 04-08-13 | Turkiet - Japan     | 1 - 3    | 21:25 | 28:30 | 25:18 | 18:25 |     | 92 - 98      | 1:53    | 7 400    |

#### Grupp D
Spelplats:Fórum de Macau, Macao
| Datum    | Mellan                    | Resultat | Set   | Set   | Set   | Set   | Set | Poäng totalt | Speltid | Åskådare |
| Datum    | Mellan                    | Resultat | 1     | 2     | 3     | 4     | 5   | Poäng totalt | Speltid | Åskådare |
| -------- | ------------------------- | -------- | ----- | ----- | ----- | ----- | --- | ------------ | ------- | -------- |
| 02-08-13 | Kuba - Nederländerna      | 0 - 3    | 20:25 | 14:25 | 11:25 |       |     | 45 - 75      | 1:15    | 1 500    |
| 02-08-13 | Kina - Bulgarien          | 3 - 0    | 25:13 | 26:24 | 25:23 |       |     | 76 - 60      | 1:21    | 3 200    |
| 03-08-13 | Bulgarien - Nederländerna | 3 - 1    | 20:25 | 25:15 | 25:20 | 25:23 |     | 95 - 83      | 1:47    | 2 500    |
| 03-08-13 | Kina - Kuba               | 3 - 0    | 25:13 | 25:20 | 25:15 |       |     | 75 - 48      | 1:12    | 3 700    |
| 04-08-13 | Bulgarien - Kuba          | 3 - 0    | 25:8  | 25:15 | 25:16 |       |     | 75 - 39      | 1:03    | 2 800    |
| 04-08-13 | Kina - Nederländerna      | 3 - 1    | 26:24 | 19:25 | 25:17 | 25:17 |     | 95 - 83      | 1:49    | 3 900    |

#### Grupp E
Spelplats: PalaGeorge, Montichiari
| Datum    | Mellan                | Resultat | Set   | Set   | Set   | Set   | Set   | Poäng totalt | Speltid | Åskådare |
| Datum    | Mellan                | Resultat | 1     | 2     | 3     | 4     | 5     | Poäng totalt | Speltid | Åskådare |
| -------- | --------------------- | -------- | ----- | ----- | ----- | ----- | ----- | ------------ | ------- | -------- |
| 02-08-13 | Tyskland - Kazakstan  | 3 - 1    | 23:25 | 25:23 | 25:19 | 25:17 |       | 98 - 84      | 1:53    | 600      |
| 02-08-13 | Italien - Argentina   | 3 - 0    | 25:21 | 25:20 | 25:17 |       |       | 75 - 58      | 1:22    | 2000     |
| 03-08-13 | Tyskland - Argentina  | 2 - 3    | 23:25 | 25:13 | 25:18 | 21:25 | 12:15 | 106 - 96     | 2:12    | 630      |
| 03-08-13 | Italien - Kazakstan   | 3 - 0    | 28:26 | 25:17 | 25:13 |       |       | 78 - 56      | 1:20    | 2 300    |
| 04-08-13 | Argentina - Kazakstan | 3 - 2    | 15:25 | 25:15 | 23:25 | 25:20 | 15:9  | 103 - 94     | 2:05    | 1 400    |
| 04-08-13 | Italien - Tyskland    | 3 - 1    | 25:23 | 25:20 | 24:26 | 25:20 |       | 99 - 89      | 2:03    | 3 000    |

### Andra helgen
| Grupp A                                                     | Grupp B                                                                           | Grupp C                                               | Grupp D                                                    | Grupp E                                                       |
| ----------------------------------------------------------- | --------------------------------------------------------------------------------- | ----------------------------------------------------- | ---------------------------------------------------------- | ------------------------------------------------------------- |
| Spelplats: Belgrad Algeriet · Nederländerna · Serbien · USA | Spelplats: San Juan Brasilien · Bulgarien · Puerto Rico · Dominikanska republiken | Spelplats: Płock Tyskland · Japan · Kazakstan · Polen | Spelplats: Hong Kong Argentina · Kina · Tjeckien · Turkiet | Spelplats: Jekaterinburg Kuba · Italien · Ryssland · Thailand |

#### Grupp A
Spelplats: Hala Pionir, Belgrad
| Datum    | Mellan                   | Resultat | Set   | Set   | Set   | Set   | Set   | Poäng totalt | Speltid | Åskådare |
| Datum    | Mellan                   | Resultat | 1     | 2     | 3     | 4     | 5     | Poäng totalt | Speltid | Åskådare |
| -------- | ------------------------ | -------- | ----- | ----- | ----- | ----- | ----- | ------------ | ------- | -------- |
| 09-08-13 | Serbien - Nederländerna  | 3 - 0    | 25:18 | 25:16 | 25:21 |       |       | 75 - 55      | 1:16    | 1 000    |
| 09-08-13 | Algeriet - USA           | 0 - 3    | 12:25 | 15:25 | 11:25 |       |       | 38 - 75      | 1:09    | 300      |
| 10-08-13 | Algeriet - Serbien       | 0 - 3    | 11:25 | 12:25 | 11:25 |       |       | 34 - 75      | 1:07    | 800      |
| 10-08-13 | USA - Nederländerna      | 3 - 0    | 25:20 | 25:16 | 25:12 |       |       | 75 - 58      | 1:14    | 300      |
| 11-08-13 | Nederländerna - Algeriet | 3 - 0    | 25:15 | 25:7  | 25:6  |       |       | 75 - 28      | 1:02    | 150      |
| 11-08-13 | Serbien - USA            | 2 - 3    | 14:25 | 25:22 | 17:25 | 25:23 | 12:15 | 93 - 110     | 2:11    | 3 600    |

#### Grupp B
Spelplats: Palacio de Recreación y Deportes, San Juan
| Datum    | Mellan                                | Resultat | Set   | Set   | Set   | Set   | Set   | Poäng totalt | Speltid | Åskådare |
| Datum    | Mellan                                | Resultat | 1     | 2     | 3     | 4     | 5     | Poäng totalt | Speltid | Åskådare |
| -------- | ------------------------------------- | -------- | ----- | ----- | ----- | ----- | ----- | ------------ | ------- | -------- |
| 09-08-13 | Dominikanska republiken - Brasilien   | 1 - 3    | 25:20 | 22:25 | 12:25 | 18:25 |       | 77 - 95      | 2:08    | 1 200    |
| 09-08-13 | Puerto Rico - Bulgarien               | 0 - 3    | 21:25 | 20:25 | 10:25 |       |       | 51 - 75      | 1:17    | 2 800    |
| 10-08-13 | Brasilien - Bulgarien                 | 1 - 3    | 22:25 | 21:25 | 25:20 | 21:25 |       | 89 - 95      | 1:55    | 2 100    |
| 10-08-13 | Dominikanska republiken - Puerto Rico | 3 - 0    | 25:22 | 25:23 | 25:20 |       |       | 75 - 65      | 1:35    | 3 150    |
| 11-08-13 | Bulgarien - Dominikanska republiken   | 2 - 3    | 22:25 | 25:18 | 23:25 | 30:28 | 14:16 | 114 - 112    | 2:27    | 950      |
| 11-08-13 | Puerto Rico - Brasilien               | 0 - 3    | 14:25 | 15:25 | 17:25 |       |       | 46 - 75      | 1:22    | 1 500    |

#### Grupp C
Spelplats: Orlen Arena, Płock
| Datum    | Mellan               | Resultat | Set   | Set   | Set   | Set   | Set   | Poäng totalt | Speltid | Åskådare |
| Datum    | Mellan               | Resultat | 1     | 2     | 3     | 4     | 5     | Poäng totalt | Speltid | Åskådare |
| -------- | -------------------- | -------- | ----- | ----- | ----- | ----- | ----- | ------------ | ------- | -------- |
| 09-08-13 | Tyskland - Japan     | 2 - 3    | 25:18 | 25:20 | 20:25 | 22:25 | 12:15 | 104 - 103    | 2:32    | 700      |
| 09-08-13 | Polen - Kazakstan    | 3 - 0    | 25:17 | 25:17 | 25:11 |       |       | 75 - 45      | 1:22    | 1 400    |
| 10-08-13 | Japan - Kazakstan    | 3 - 1    | 23:25 | 25:19 | 25:18 | 25:20 |       | 98 - 82      | 1:55    | 1 100    |
| 10-08-13 | Polen - Tyskland     | 0 - 3    | 17:25 | 17:25 | 24:26 |       |       | 58 - 76      | 1:36    | 2 600    |
| 11-08-13 | Kazakstan - Tyskland | 1 - 3    | 14:25 | 11:25 | 25:20 | 19:25 |       | 69 - 95      | 1:41    | 900      |
| 11-08-13 | Polen - Japan        | 0 - 3    | 19:25 | 24:26 | 15:25 |       |       | 58 - 76      | 1:33    | 2 250    |

#### Grupp D
Spelplats:Hong Kong Coliseum, Hong Kong
| Datum    | Mellan               | Resultat | Set   | Set   | Set   | Set   | Set   | Poäng totalt | Speltid | Åskådare |
| Datum    | Mellan               | Resultat | 1     | 2     | 3     | 4     | 5     | Poäng totalt | Speltid | Åskådare |
| -------- | -------------------- | -------- | ----- | ----- | ----- | ----- | ----- | ------------ | ------- | -------- |
| 09-08-13 | Turkiet - Argentina  | 3 - 1    | 25:17 | 25:14 | 34:36 | 25:18 |       | 109 - 85     | 2:01    | 5 434    |
| 09-08-13 | Kina - Tjeckien      | 3 - 0    | 25:14 | 25:17 | 25:13 |       |       | 75 - 44      | 1:10    | 7 641    |
| 10-08-13 | Turkiet - Tjeckien   | 3 - 0    | 25:23 | 25:18 | 25:15 |       |       | 75 - 59      | 1:18    | 6 346    |
| 10-08-13 | Kina - Argentina     | 3 - 0    | 25:17 | 26:24 | 25:22 |       |       | 76 - 63      | 1:22    | 8 166    |
| 11-08-13 | Argentina - Tjeckien | 1 - 3    | 20:25 | 25:21 | 22:25 | 20:25 |       | 87 - 96      | 1:51    | 8 237    |
| 11-08-13 | Kina - Turkiet       | 3 - 2    | 19:25 | 25:17 | 25:20 | 15:25 | 15:10 | 99 - 97      | 2:06    | 10 286   |

#### Grupp E
Spelplats: Divs Uralochka, Jekaterinburg
| Datum    | Mellan              | Resultat | Set   | Set   | Set   | Set   | Set | Poäng totalt | Speltid | Åskådare |
| Datum    | Mellan              | Resultat | 1     | 2     | 3     | 4     | 5   | Poäng totalt | Speltid | Åskådare |
| -------- | ------------------- | -------- | ----- | ----- | ----- | ----- | --- | ------------ | ------- | -------- |
| 09-08-13 | Italien - Ryssland  | 1 - 3    | 13:25 | 25:18 | 18:25 | 24:26 |     | 80 - 94      | 1:52    | 3 100    |
| 09-08-13 | Kuba - Thailand     | 1 - 3    | 21:25 | 17:25 | 25:21 | 19:25 |     | 82 - 96      | 1:48    | 1 200    |
| 10-08-13 | Thailand - Ryssland | 0 - 3    | 20:25 | 23:25 | 22:25 |       |     | 65 - 75      | 1:20    | 3 700    |
| 10-08-13 | Kuba - Italien      | 0 - 3    | 16:25 | 16:25 | 20:25 |       |     | 52 - 75      | 1:11    | 1 100    |
| 11-08-13 | Ryssland - Kuba     | 3 - 1    | 25:17 | 25:14 | 16:25 | 25:17 |     | 91 - 73      | 1:35    | 3 900    |
| 11-08-13 | Italien - Thailand  | 3 - 0    | 25:18 | 25:14 | 29:27 |       |     | 79 - 59      | 1:16    | 1 100    |

### Tredje helgen
| Grupp A                                                        | Grupp B                                                         | Grupp C                                              | Grupp D                                             | Grupp E                                                                     |
| -------------------------------------------------------------- | --------------------------------------------------------------- | ---------------------------------------------------- | --------------------------------------------------- | --------------------------------------------------------------------------- |
| Spelplats: Almaty Brasilien · Kuba · Kazakstan · Nederländerna | Spelplats: Bangkok Tyskland · Puerto Rico · Ryssland · Thailand | Spelplats: Sendai Bulgarien · Japan · Tjeckien · USA | Spelplats: Wuhan Argentina · Kina · Polen · Serbien | Spelplats: Kaohsiung Algeriet · Italien · Dominikanska republiken · Turkiet |

#### Grupp A
Spelplats: Baluan Sport & Culture Palace, Almaty
| Datum    | Mellan                    | Resultat | Set   | Set   | Set   | Set   | Set | Poäng totalt | Speltid | Åskådare |
| Datum    | Mellan                    | Resultat | 1     | 2     | 3     | 4     | 5   | Poäng totalt | Speltid | Åskådare |
| -------- | ------------------------- | -------- | ----- | ----- | ----- | ----- | --- | ------------ | ------- | -------- |
| 16-08-13 | Kuba - Brasilien          | 0 - 3    | 16:25 | 11:25 | 20:25 |       |     | 47 - 75      | 1:13    | 1 000    |
| 16-08-13 | Kazakstan - Nederländerna | 0 - 3    | 23:25 | 14:25 | 16:25 |       |     | 53 - 75      | 1:14    | 1 800    |
| 17-08-13 | Brasilien - Nederländerna | 3 - 0    | 25:15 | 25:20 | 25:15 |       |     | 75 - 50      | 1:20    | 1 560    |
| 17-08-13 | Kazakstan - Kuba          | 3 - 1    | 25:20 | 17:25 | 30:28 | 25:20 |     | 97 - 93      | 1:50    | 2 100    |
| 18-08-13 | Kuba - Nederländerna      | 0 - 3    | 13:25 | 23:25 | 22:25 |       |     | 58 - 75      | 1:16    | 1 000    |
| 18-08-13 | Kazakstan - Brasilien     | 0 - 3    | 17:25 | 16:25 | 10:25 |       |     | 43 - 75      | 1:15    | 2 350    |

#### Grupp B
Spelplats: Indoor Stadium Huamark, Bangkok
| Datum    | Mellan                 | Resultat | Set   | Set   | Set   | Set   | Set   | Poäng totalt | Speltid | Åskådare |
| Datum    | Mellan                 | Resultat | 1     | 2     | 3     | 4     | 5     | Poäng totalt | Speltid | Åskådare |
| -------- | ---------------------- | -------- | ----- | ----- | ----- | ----- | ----- | ------------ | ------- | -------- |
| 16-08-13 | Thailand - Puerto Rico | 3 - 1    | 18:25 | 25:7  | 25:22 | 25:11 |       | 93 - 65      | 1:44    | 6 200    |
| 16-08-13 | Tyskland - Ryssland    | 2 - 3    | 25:22 | 25:17 | 18:25 | 19:25 | 11:15 | 98 - 104     | 2:09    | 4 000    |
| 17-08-13 | Ryssland - Puerto Rico | 3 - 0    | 25:8  | 25:16 | 25:19 |       |       | 75 - 43      | 1:09    | 5 000    |
| 17-08-13 | Thailand - Tyskland    | 0 - 3    | 16:25 | 14:25 | 25:27 |       |       | 55 - 77      | 1:25    | 8 000    |
| 18-08-13 | Puerto Rico - Tyskland | 3 - 2    | 25:23 | 25:23 | 23:25 | 13:25 | 15:13 | 101 - 109    | 2:19    | 7 000    |
| 18-08-13 | Ryssland - Thailand    | 3 - 2    | 24:26 | 25:18 | 25:22 | 20:25 | 15:11 | 109 - 102    | 2:18    | 8 500    |

#### Grupp C
Spelplats: Sendai City Gymnasium, Sendai
| Datum    | Mellan               | Resultat | Set   | Set   | Set   | Set   | Set   | Poäng totalt | Speltid | Åskådare |
| Datum    | Mellan               | Resultat | 1     | 2     | 3     | 4     | 5     | Poäng totalt | Speltid | Åskådare |
| -------- | -------------------- | -------- | ----- | ----- | ----- | ----- | ----- | ------------ | ------- | -------- |
| 16-08-13 | USA - Tjeckien       | 3 - 0    | 25:20 | 25:20 | 25:23 |       |       | 75 - 63      | 1:30    | 4 230    |
| 16-08-13 | Japan - Bulgarien    | 0 - 3    | 23:25 | 23:25 | 29:31 |       |       | 75 - 81      | 1:45    | 6 375    |
| 17-08-13 | Japan - USA          | 1 - 3    | 17:25 | 19:25 | 25:21 | 18:25 |       | 79 - 96      | 1:56    | 6 833    |
| 17-08-13 | Tjeckien - Bulgarien | 2 - 3    | 25:20 | 18:25 | 17:25 | 25:22 | 8:15  | 93 - 107     | 2:13    | 2 385    |
| 18-08-13 | Japan - Tjeckien     | 3 - 2    | 25:18 | 22:25 | 28:26 | 23:25 | 15:13 | 113 - 107    | 2:20    | 6 450    |
| 18-08-13 | USA - Bulgarien      | 3 - 2    | 16:25 | 25:23 | 20:25 | 25:15 | 15:8  | 101 - 96     | 2:06    | 1 830    |

#### Grupp D
Spelplats: Wuhan Sports Center, Wuhan
| Datum    | Mellan              | Resultat | Set   | Set   | Set   | Set   | Set   | Poäng totalt | Speltid | Åskådare |
| Datum    | Mellan              | Resultat | 1     | 2     | 3     | 4     | 5     | Poäng totalt | Speltid | Åskådare |
| -------- | ------------------- | -------- | ----- | ----- | ----- | ----- | ----- | ------------ | ------- | -------- |
| 16-08-13 | Serbien - Polen     | 3 - 1    | 25:14 | 25:20 | 22:25 | 25:21 |       | 97 - 80      | 1:44    | 1 983    |
| 16-08-13 | Kina - Argentina    | 3 - 0    | 25:18 | 25:17 | 25:16 |       |       | 75 - 51      | 1:18    | 4 467    |
| 17-08-13 | Argentina - Serbien | 0 - 3    | 12:25 | 20:25 | 14:25 |       |       | 46 - 75      | 1:14    | 1 175    |
| 17-08-13 | Kina - Polen        | 3 - 1    | 25:18 | 25:21 | 16:25 | 25:23 |       | 91 - 87      | 1:57    | 4 152    |
| 18-08-13 | Polen - Argentina   | 3 - 2    | 25:21 | 21:25 | 25:12 | 23:25 | 15:11 | 109 - 94     | 2:09    | 1 287    |
| 18-08-13 | Kina - Serbien      | 3 - 2    | 25:17 | 25:27 | 25:20 | 23:25 | 15:5  | 113 - 94     | 2:13    | 5 644    |

#### Grupp E
Spelplats: Kaohsiung City, Kaohsiung
| Datum    | Mellan                             | Resultat | Set   | Set   | Set   | Set   | Set   | Poäng totalt | Speltid | Åskådare |
| Datum    | Mellan                             | Resultat | 1     | 2     | 3     | 4     | 5     | Poäng totalt | Speltid | Åskådare |
| -------- | ---------------------------------- | -------- | ----- | ----- | ----- | ----- | ----- | ------------ | ------- | -------- |
| 16-08-13 | Italien - Algeriet                 | 3 - 0    | 25:13 | 25:19 | 25:10 |       |       | 75 - 42      | 1:03    | 600      |
| 16-08-13 | Turkiet - Dominikanska republiken  | 3 - 2    | 25:27 | 22:25 | 25:22 | 26:24 | 15:13 | 113 - 111    | 2:31    | 400      |
| 17-08-13 | Algeriet - Turkiet                 | 0 - 3    | 12:25 | 12:25 | 12:25 |       |       | 36 - 75      | 1:07    | 400      |
| 17-08-13 | Italien - Dominikanska republiken  | 2 - 3    | 25:21 | 25:19 | 30:32 | 24:26 | 11:15 | 115 - 113    | 2:26    | 1 300    |
| 18-08-13 | Italien - Turkiet                  | 3 - 2    | 25:17 | 25:18 | 17:25 | 15:25 | 15:12 | 97 - 97      | 2:03    | 700      |
| 18-08-13 | Dominikanska republiken - Algeriet | 3 - 0    | 25:11 | 25:9  | 25:8  |       |       | 75 - 28      | 1:05    | 600      |

### Sluttabell
| Pos. | Landslag                | Poäng | Matcher | Matcher | Matcher   | Set   | Set       | Kvot  | Poäng | Poäng     | Kvot  |
| Pos. | Landslag                | Poäng | Spelade | Vunna   | Förlorade | Vunna | Förlorade | Kvot  | Vunna | Förlorade | Kvot  |
| ---- | ----------------------- | ----- | ------- | ------- | --------- | ----- | --------- | ----- | ----- | --------- | ----- |
| 1    | Kina                    | 25    | 9       | 9       | 0         | 27    | 6         | 4.500 | 775   | 627       | 1.236 |
| 2    | Brasilien               | 23    | 9       | 8       | 1         | 25    | 8         | 3.125 | 786   | 625       | 1.258 |
| 3    | Serbien                 | 23    | 9       | 7       | 2         | 25    | 8         | 3.125 | 759   | 640       | 1.186 |
| 4    | USA                     | 22    | 9       | 8       | 1         | 25    | 9         | 2.778 | 785   | 648       | 1.211 |
| 5    | Italien                 | 21    | 9       | 7       | 2         | 24    | 9         | 2.667 | 773   | 660       | 1.171 |
| 6    | Japan                   | 19    | 9       | 7       | 2         | 22    | 12        | 1.833 | 792   | 703       | 1.127 |
| 7    | Ryssland                | 19    | 9       | 7       | 2         | 24    | 14        | 1.714 | 849   | 783       | 1.084 |
| 8    | Turkiet                 | 19    | 9       | 6       | 3         | 23    | 12        | 1.917 | 809   | 697       | 1.161 |
| 9    | Bulgarien               | 19    | 9       | 6       | 3         | 22    | 13        | 1.692 | 798   | 719       | 1.110 |
| 10   | Dominikanska republiken | 17    | 9       | 6       | 3         | 21    | 14        | 1.500 | 786   | 749       | 1.049 |
| 11   | Tyskland                | 16    | 9       | 4       | 5         | 21    | 17        | 1.235 | 852   | 769       | 1.108 |
| 12   | Nederländerna           | 12    | 9       | 4       | 5         | 14    | 15        | 0.933 | 619   | 599       | 1.033 |
| 13   | Thailand                | 10    | 9       | 3       | 6         | 11    | 20        | 0.550 | 671   | 672       | 0.999 |
| 14   | Tjeckien                | 8     | 9       | 2       | 7         | 11    | 22        | 0.500 | 686   | 760       | 0.903 |
| 15   | Polen                   | 6     | 9       | 2       | 7         | 11    | 23        | 0.478 | 721   | 769       | 0.938 |
| 16   | Argentina               | 5     | 9       | 2       | 7         | 10    | 25        | 0.400 | 683   | 815       | 0.838 |
| 17   | Kazakstan               | 4     | 9       | 1       | 8         | 8     | 25        | 0.320 | 623   | 790       | 0.789 |
| 18   | Puerto Rico             | 2     | 9       | 1       | 8         | 5     | 26        | 0.192 | 568   | 750       | 0.757 |
| 19   | Kuba                    | 0     | 9       | 0       | 9         | 3     | 27        | 0.111 | 537   | 734       | 0.732 |
| 20   | Algeriet                | 0     | 9       | 0       | 9         | 0     | 27        | 0.000 | 321   | 625       | 0.462 |

## Slutspelsrundan
Spelplats: Sapporo

### Resultat
| Datum    | Mellan              | Resultat | Set   | Set   | Set   | Set   | Set   | Poäng totalt | Speltid | Åskådare |
| Datum    | Mellan              | Resultat | 1     | 2     | 3     | 4     | 5     | Poäng totalt | Speltid | Åskådare |
| -------- | ------------------- | -------- | ----- | ----- | ----- | ----- | ----- | ------------ | ------- | -------- |
| 28-08-13 | Serbien - Kina      | 1 - 3    | 21:25 | 25:22 | 17:25 | 20:25 |       | 83 - 97      | 1:55    | 1 200    |
| 28-08-13 | Brasilien - USA     | 3 - 0    | 25:19 | 25:12 | 25:10 |       |       | 75 - 41      | 1:20    | 1 900    |
| 28-08-13 | Japan - Italien     | 3 - 0    | 25:18 | 25:19 | 25:22 |       |       | 75 - 59      | 1:19    | 4 000    |
| 29-08-13 | USA - Serbien       | 1 - 3    | 23:25 | 25:20 | 18:25 | 23:25 |       | 89 - 95      | 1:51    | 1 200    |
| 29-08-13 | Italien - Kina      | 2 - 3    | 30:28 | 22:25 | 28:26 | 13:25 | 10:15 | 103 - 119    | 2:19    | 1 800    |
| 29-08-13 | Japan - Brasilien   | 0 - 3    | 21:25 | 22:25 | 17:25 |       |       | 60 - 75      | 1:35    | 5 000    |
| 30-08-13 | Kina - USA          | 3 - 0    | 25:20 | 25:23 | 25:17 |       |       | 75 - 60      | 1:30    | 1 400    |
| 30-08-13 | Brasilien - Italien | 3 - 0    | 25:16 | 26:24 | 25:11 |       |       | 76 - 51      | 1:15    | 2 000    |
| 30-08-13 | Serbien - Japan     | 3 - 0    | 25:22 | 25:17 | 25:19 |       |       | 75 - 58      | 1:31    | 5 200    |
| 31-08-13 | Italien - USA       | 3 - 2    | 19:25 | 25:22 | 23:25 | 25:22 | 16:14 | 108 - 104    | 2:19    | 2 000    |
| 31-08-13 | Brasilien - Serbien | 3 - 0    | 27:25 | 25:21 | 25:22 |       |       | 77 - 68      | 1:33    | 3 700    |
| 31-08-13 | Japan - Kina        | 2 - 3    | 16:25 | 25:18 | 24:26 | 25:21 | 13:15 | 103 - 105    | 2:23    | 6 000    |
| 01-09-13 | Serbien - Italien   | 3 - 2    | 22:25 | 25:23 | 20:25 | 25:16 | 15:11 | 107 - 100    | 1:58    | 1 900    |
| 01-09-13 | Kina - Brasilien    | 0 - 3    | 15:25 | 14:25 | 20:25 |       |       | 49 - 75      | 1:19    | 3 600    |
| 01-09-13 | USA - Japan         | 3 - 2    | 17:25 | 25:19 | 18:25 | 25:17 | 15:12 | 100 - 98     | 2:22    | 6 000    |

### Sluttabell
| Pos | Landslag  | Poäng | Matcher | Matcher | Matcher   | Set   | Set       | Kvot  | Poäng | Poäng     | Kvot  |
| Pos | Landslag  | Poäng | Spelade | Vunna   | Förlorade | Vunna | Förlorade | Kvot  | Vunna | Förlorade | Kvot  |
| --- | --------- | ----- | ------- | ------- | --------- | ----- | --------- | ----- | ----- | --------- | ----- |
| 1   | Brasilien | 15    | 5       | 5       | 0         | 15    | 0         | MAX   | 378   | 269       | 1.405 |
| 2   | Kina      | 10    | 5       | 4       | 1         | 12    | 8         | 1.500 | 445   | 424       | 1.050 |
| 3   | Serbien   | 8     | 5       | 3       | 2         | 10    | 9         | 1.111 | 428   | 421       | 1.017 |
| 4   | Japan     | 5     | 5       | 1       | 4         | 7     | 12        | 0.583 | 394   | 414       | 0.952 |
| 5   | Italien   | 4     | 5       | 1       | 4         | 7     | 14        | 0.500 | 421   | 481       | 0.875 |
| 6   | USA       | 3     | 5       | 1       | 4         | 6     | 14        | 0.429 | 394   | 451       | 0.874 |

## Slutplaceringar
| Sluttabell | Lag                     |
| ---------- | ----------------------- |
|            | Brasilien               |
|            | Kina                    |
|            | Serbien                 |
| 4          | Japan                   |
| 5          | Italien                 |
| 6          | USA                     |
| 7          | Ryssland                |
| 8          | Turkiet                 |
| 9          | Bulgarien               |
| 10         | Dominikanska republiken |
| 11         | Tyskland                |
| 12         | Nederländerna           |
| 13         | Thailand                |
| 14         | Tjeckien                |
| 15         | Polen                   |
| 16         | Argentina               |
| 17         | Kazakstan               |
| 18         | Puerto Rico             |
| 19         | Kuba                    |
| 20         | Algeriet                |

## Individuella utmärkelser[3]
| Utmärkelse              | Namn                | Lag       |
| ----------------------- | ------------------- | --------- |
| Mest värdefulla spelare | Thaísa de Menezes   | Brasilien |
| Bästa passare           | Alisha Glass        | USA       |
| Bästa högerspiker       | Jovana Brakočević   | Serbien   |
| Bästa vänsterspiker     | Zhu Ting            | Kina      |
| Bästa vänsterspiker     | Brankica Mihajlović | Serbien   |
| Bästa center            | Thaísa de Menezes   | Brasilien |
| Bästa center            | Milena Rašić        | Serbien   |
| Bästa libero            | Fabiana de Oliveira | Brasilien |